# Československá hokejová liga 1984/1985
42. ročník 1984/85 se hrál pod názvem I. liga.

## Herní systém
12 účastníků hrálo v jedné skupině čtyřkolově systémem každý s každým.
Kvalifikace o I. ligu se hrála dvoukolově systémem každý s každým za účasti posledního týmu I. ligy a vítězů obou národních lig (Poldi SONP Kladno a PS Poprad). Účast v příštím ročníku si vybojovalo mužstvo Poldi Kladno, když vyhrálo všechny 4 zápasy kvalifikační soutěže.

## Kompletní pořadí
| Poř. | Tým                       | Zápasy | Výhry | Remízy | Porážky | Skóre   | Body |
| ---- | ------------------------- | ------ | ----- | ------ | ------- | ------- | ---- |
| 1    | Dukla Jihlava             | 44     | 33    | 4      | 7       | 247:119 | 70   |
| 2    | VSŽ Košice                | 44     | 25    | 5      | 14      | 212:149 | 55   |
| 3    | TJ Gottwaldov             | 44     | 22    | 8      | 14      | 128:103 | 52   |
| 4    | Tesla Pardubice           | 44     | 22    | 5      | 17      | 159:154 | 49   |
| 5    | TJ Motor České Budějovice | 44     | 20    | 7      | 17      | 130:141 | 47   |
| 6    | Sparta ČKD Praha          | 44     | 18    | 6      | 20      | 146:153 | 42   |
| 7    | CHZ Litvínov              | 44     | 17    | 6      | 21      | 193:195 | 40   |
| 8    | Dukla Trenčín             | 44     | 18    | 4      | 22      | 141:157 | 40   |
| 9    | Zetor Brno                | 44     | 14    | 6      | 24      | 114:151 | 34   |
| 10   | Slovan Bratislava CHZJD   | 44     | 15    | 3      | 26      | 115:185 | 33   |
| 11   | Škoda Plzeň               | 44     | 13    | 7      | 24      | 136:160 | 33   |
| 12   | TJ Vítkovice              | 44     | 15    | 3      | 26      | 135:189 | 33   |

## Kvalifikace o 1. ligu
| Poř. | Tým               | Zápasy | Výhry | Remízy | Porážky | Skóre | Body |
| ---- | ----------------- | ------ | ----- | ------ | ------- | ----- | ---- |
| 1.   | Poldi SONP Kladno | 4      | 4     | 0      | 0       | 29:9  | 8    |
| 2.   | TJ Vítkovice      | 4      | 1     | 0      | 3       | 16:23 | 2    |
| 3.   | PS Poprad         | 4      | 1     | 0      | 3       | 14:27 | 2    |

## Nejproduktivnější hráči sezóny
| Poř. | Hráč             | Mužstvo         | Utkání | Branky | Asistence | Body |
| ---- | ---------------- | --------------- | ------ | ------ | --------- | ---- |
| 1    | Miroslav Ihnačák | VSŽ Košice      | 43     | 35     | 31        | 66   |
| 2    | Ján Vodila       | VSŽ Košice      | 43     | 29     | 34        | 63   |
| 3    | Vladimír Růžička | CHZ Litvínov    | 41     | 38     | 22        | 60   |
| 4    | Petr Rosol       | Dukla Jihlava   | 40     | 32     | 22        | 54   |
| 5    | Igor Liba        | VSŽ Košice      | 44     | 28     | 26        | 54   |
| 6    | Oldřich Válek    | Dukla Jihlava   | 43     | 38     | 15        | 53   |
| 7    | Vladimír Kameš   | Dukla Jihlava   | 40     | 25     | 26        | 51   |
| 8    | Jaroslav Vlk     | TJ Vítkovice    | 40     | 27     | 23        | 50   |
| 9    | Zdeněk Čech      | Tesla Pardubice | 43     | 30     | 17        | 47   |
| 10   | Vincent Lukáč    | VSŽ Košice      | 38     | 28     | 19        | 47   |

## Zajímavosti
- Nejlepší ligoví střelci:  Vladimír Růžička a Oldřich Válek, oba po 38 gólech
- Mistr Dukla Jihlava dosáhl v tomto ročníku několika dalších prvenství: měl mužstvo s nejnižším věkovým průměrem (22,3 roku), dosáhl historicky nejvyššího počtu nastřílených gólů (247), vyhrál ligu s nejvyšším náskokem v historii (o 15 bodů), byl i nejtrestanějším mužstvem ročníku (682 trestných minut).
- Marek Galiovský ze Slovanu Bratislava CHZJD odehrál v tomto ročníku 43 zápasů, během nichž nebyl ani jednou vyloučen.
- Poslední ročník v historii ligové soutěže bez play-off.

## Soupisky mužstev

### TJ Gottwaldov
Jiří Králík (42/2,20/91,1/-),
Ivo Pešat (5/3,94/-/-) -
Zdeněk Albrecht (42/3/6/16/-1),
Luděk Čajka (42/2/5/32/-1),
Jindřich Korph (12/0/0/0/6),
Miroslav Kořený (39/7/4/36/11),
Gustav Peterka (44/5/5/26/14),
Miloslav Sedlák (44/7/7/14/17),
Antonín Stavjaňa (43/5/6/10/21),
Robert Svoboda (6/0/0/0/0),
Zdeněk Venera (44/8/6/44/24),
Ladislav Zavrtálek (2/0/0/0/0) -
Karel Buřič (23/3/2/10/2),
Zdeněk Čech (40/10/6/22/24),
Milan Dobiášek (15/0/3/2/-),
Miroslav Chalánek (28/6/4/8/12),
Pavel Jiskra (29/6/6/4/13),
Tomáš Kapusta (36/5/7/14/5),
Pavel Mezek (34/11/5/20/15),
František Pecivál (33/3/2/12/6),
Luděk Pelc (44/4/15/14/24),
Lubomír Požárek (12/1/0/2/-),
Radim Raděvič (7/3/0/8/-),
Miloš Říha (29/3/8/14/13),
Jaroslav Santarius (44/15/4/25/18),
Michal Tomek (30/3/4/4/3),
Rostislav Vlach (43/11/11/46/24),
Jiří Vodák (39/7/5/18/20)

### TJ CHZ Litvínov
Miroslav Kapoun (41/4,06/-/-), 
Luděk Výborný (15/5,84/-/-) -
Zdeněk Chuchel (32/4/3/10),
Arnold Kadlec (40/10/19/45),
Jordan Karagavrilidis (43/4/15/74),
Vladimír Macholda (44/7/6/20),
František Pospíšil (25/3/6/24),
František Procházka (42/4/7/44),
Eduard Uvíra (43/7/6/44) -
Pavel Burger (8/0/0/0),
Jiří Heinisch (21/4/3/8),
Jaroslav Hübl (19/10/6/17),
Josef Chabroň (44/24/7/10),
Vladimír Jeřábek (44/22/14/22),
Kamil Kašťák (37/3/3/5),
Jindřich Kokrment (43/15/16/26),
Vladimír Kýhos (41/5/13/76),
Vladimír Růžička (41/38/22/29),
Karel Slunéčko (14/2/1/4),
Karel Svoboda (30/1/8/24),
Miloš Tarant (40/11/8/32),
Jiří Vozák (30/1/3/10),
Ondřej Weissmann (42/9/4/20),
Zdeněk Zíma (38/7/13/34)
Ladislav Žák (7/0/0/0)

### TJ Zetor Brno
František Jelínek (5/2,40/-/-),
Karel Lang (42/3,41/89,1/-) –
Josef Caudr (10/1/0/4),
Milan Figala (36/1/3/16),
Milan Florian (31/1/3/28),
Zdeněk Moučka (37/3/6/12),
Milan Murín (38/0/1/20),
Lubomír Oslizlo (40/3/7/40),
Radek Radvan (37/2/5/16),
Roman Smrček (2/0/0/0),
Otto Železný (44/3/3/16),
Petr Žváček (1/0/0/0) –
Zdeněk Balabán (40/8/3/2),
Petr Hubáček (33/6/6/26),
Jaromír Korotvička (40/8/6/12),
Robert Kron (40/6/8/6),
Petr Kučírek (40/12/4/8),
Emil Ludíkovský (27/1/3/10),
Karel Nekola (40/8/9/14),
Jiří Otoupalík (42/9/9/38),
Alexandr Prát (43/16/9/64),
Jiří Rech (36/3/1/2),
Luděk Stehlík (1/0/0/0)
František Šebela (38/7/8/12),
Ladislav Trešl (29/9/7/10),
Leoš Zajíc (38/8/4/16) –
trenéři Rudolf Potsch a František Vaněk

Poznámky:
- údaje v závorce za jménem (počet utkání/góly/asistence/trestné minuty/bilance +/-), u brankářů (počet utkání/průměr obdržených gólů na utkání/% úspěšnosti/trestné minuty)

## Rozhodčí

### Hlavní
- Jiří Adam
- Oldřich Brada
- Stanislav Gottwald
- Milan Jirka
- Milan Kokš
- Jiří Lípa
- Peter Peterčák
- František Pěkný
- Karel Říha
- Jiří Šrom
- Vladimír Šubrt
- Ivan Šutka
- Jozef Vrábel

### Čároví
- Ivan Beneš -  Miloš Grúň
- Zdeněk Bouška -  Jindřich Simandl
- Jiří Brunclík -  Jan Tatíček
- Roman Bucala -  Boris Janíček
- František Duba -  Milan Duba
- Alexander Fedoročko -  Jan Šimák
- Pavel Freund -  Milan Trněný
- Josef Furmánek -  Miroslav Lipina
- Martin Horský -   Jozef Zavarský
- Jozef Kriška -  Slavomír Caban
- Tomáš Malý -  Ivan Koval
- Mojmír Šatava -  Vítězslav Vala
- Jaroslav Tempír -  Ladislav Rouspetr

=